# 马尔瓦莱特
马尔瓦莱特（法語：Malvalette，法語發音：[malvalɛt]）是法国上卢瓦尔省的一个市镇，位于该省东北部，卢瓦尔河左岸，属于伊桑若区。

## 地理
马尔瓦莱特（45°21'18"N, 4°9'31"E）面积21.01 平方千米，位于法国奥弗涅-罗讷-阿尔卑斯大区上盧瓦爾省，该省份为法国中南部省份，北起多姆山省和卢瓦尔省，西接康塔爾省，南至洛泽尔省，东临阿尔代什省。
与马尔瓦莱特接壤的市镇（或旧市镇、城区）包括：罗济耶科特多雷克、圣莫里斯昂古尔瓜、卢瓦尔河畔欧雷克、巴斯昂巴塞、拉沙佩勒多雷克。
马尔瓦莱特的时区为UTC+01:00、UTC+02:00（夏令时）。

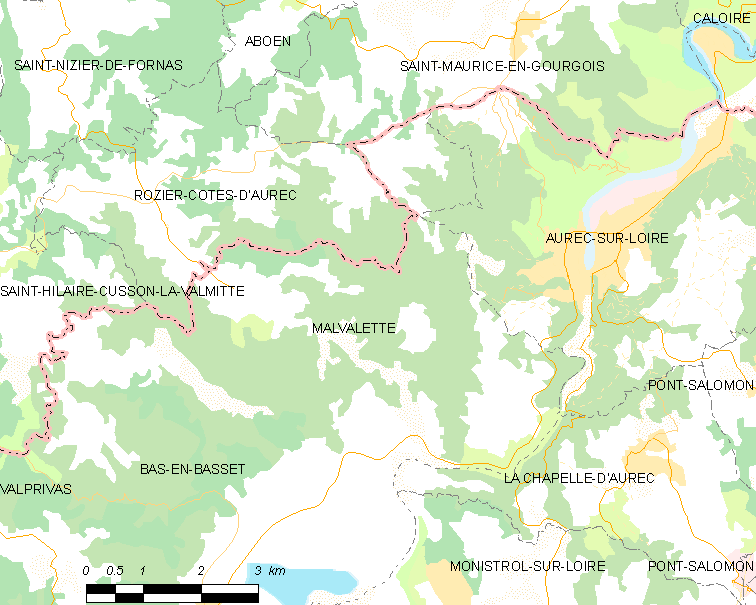
马尔瓦莱特的OSM定位图

## 行政
马尔瓦莱特的邮政编码为43210，INSEE市镇编码为43127。

## 政治
马尔瓦莱特所属的省级选区为巴斯昂巴塞县。

## 交通
上卢瓦尔省省道D46线和D463线在境内交汇。

## 人口

1962-2008年间马尔瓦莱特人口变化图示

马尔瓦莱特于2022年1月1日时的人口数量为882人。